# Le Mesnil-Saint-Jean
Le Mesnil-Saint-Jean is een gemeente in het Franse departement Eure (regio Normandië). De plaats maakt deel uit van het arrondissement Les Andelys. Le Mesnil-Saint-Jean is op 1 januari 2019 ontstaan door de fusie van de gemeenten Saint-Georges-du-Mesnil en Saint-Jean-de-la-Léqueraye.  De gemeente telde 166 inwoners op 1 januari 2022.

## Geografie
De oppervlakte van Le Mesnil-Saint-Jean bedroeg op de hierboven genoemde datum 7,85 vierkante kilometer; de bevolkingsdichtheid was toen 21,1 inwoners per km².

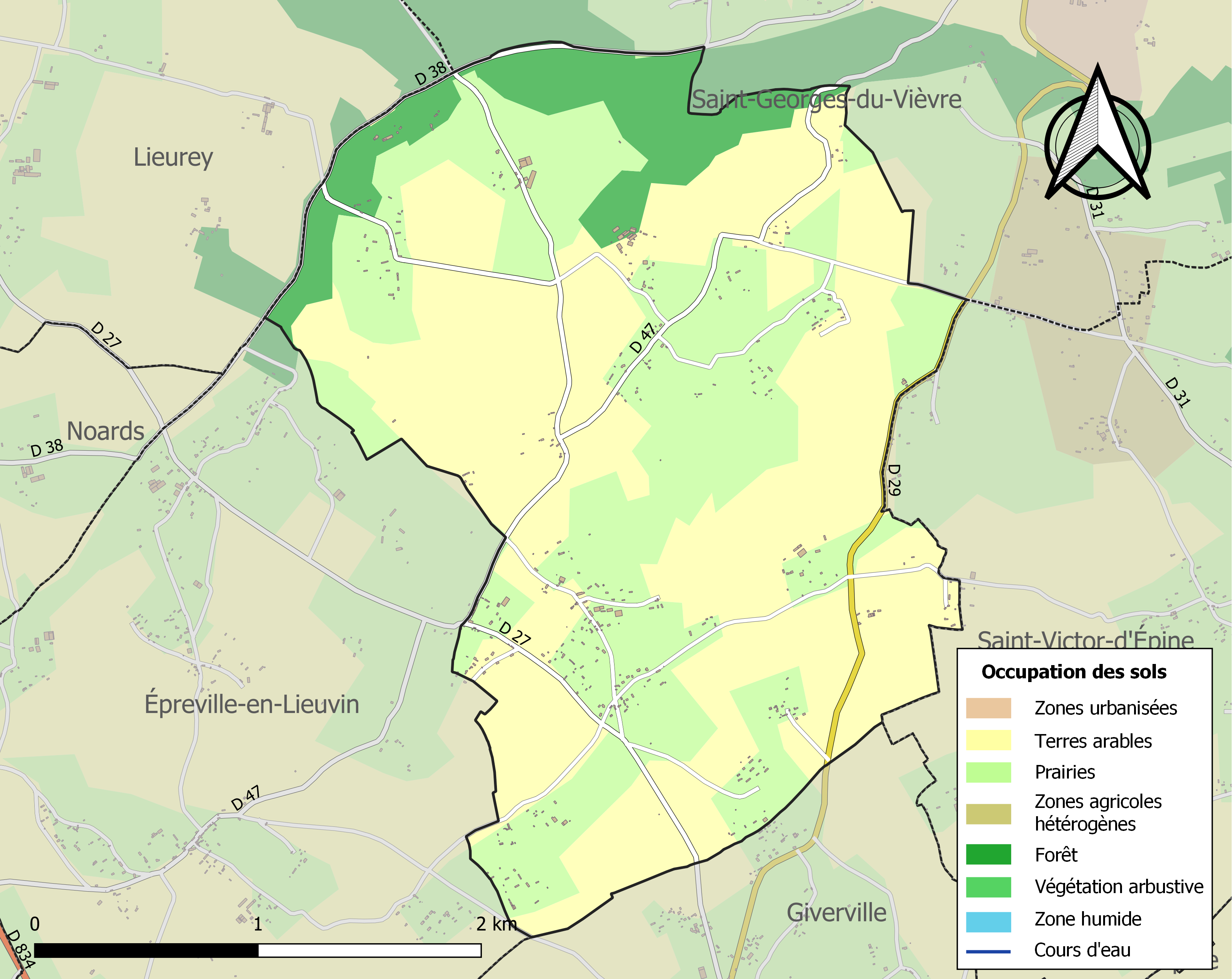
Kaart van de gemeente met belangrijkste infrastructuur, bodemgebruik en omliggende gemeenten